# Горячко Сергій Кузьмович
Горячко Сергій Кузьмович (нар. 25 вересня 1898, с. Гурівка, Олександрійський повіт, Херсонська губернія (нині — Долинський район, Кіровоградська область) — 14 березня 1962, Мельбурн, Австралія) — український військовий та громадський діяч, сотник армії УНР.

## Життєпис
Народився в родині Кузьми Павловича і Марії Степанівни Горячків.
Навчався у Саратовській гімназії, Першій Київській військовій школі. Брав участь у бою під Крутами, де був поранений. Комендант сотні 6-ї Січової Стрілецької Дивізії Армії УНР. Автор відомої схеми бою під Крутами (1933).

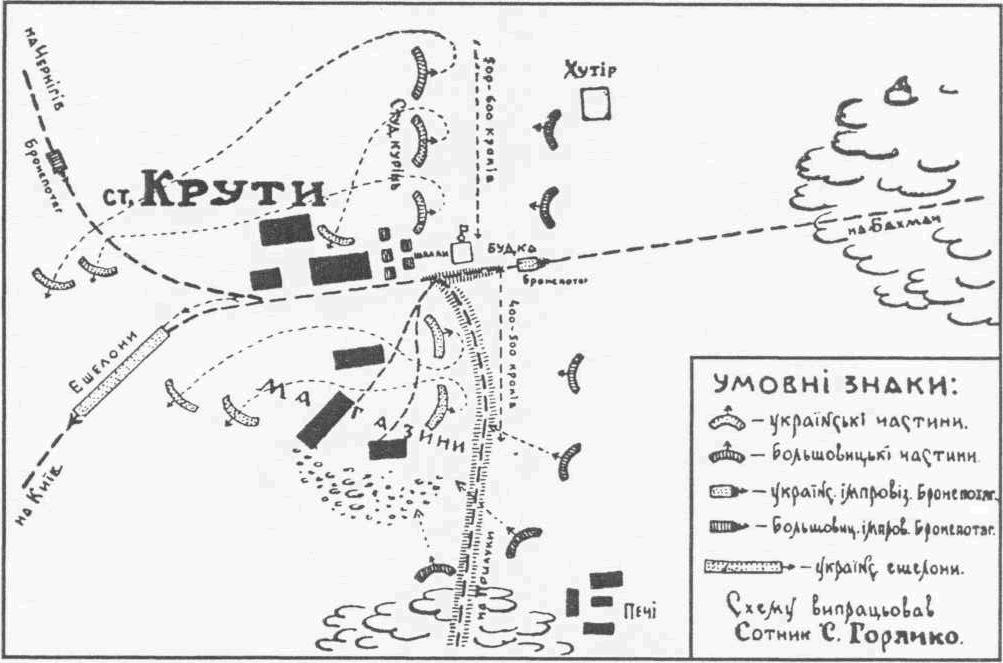
Схема бою під Крутами, виконана сотником Сергієм Горячком

Учасник Другого Зимового Походу в складі середньої групи полковника Палія-Сидорянського і був поранений біля станції Жмеринка 14 жовтня 1921.
До Австралії з Німеччини приїхав в 1951.
На еміграції — незмінний голова Союзу Українських Комбатантів Вікторії (СУКВ) з 1955 року.
Дружина — Валентина, сини — Сергій, Володимир.
Похований на кладовищі Фавкнер у Мельбурні.

## Вшанування пам'яті
- У Долинській існує вулиця Сергія Горячка[2].
- У багатьох містах України є вулиці Героїв Крут, до яких належить і Сергій Горячко.